# أرتيم شفتشينكو
أرتيم شفتشينكو (بالأوكرانية: Артем Валерійович Шевченко)‏ هو صحفي ومقدم تلفزيوني أوكراني، ولد في 30 أكتوبر 1977 في دنيبرو في أوكرانيا.